# Mgławica Tarantula
Mgławica Tarantula (również NGC 2070, 30 Doradus) – wielka mgławica (obszar H II) w Wielkim Obłoku Magellana. Znajduje się w konstelacji Złotej Ryby. Mgławica Tarantula po raz pierwszy została skatalogowana jako gwiazda 30 Doradus. 5 grudnia 1751 roku Nicolas-Louis de Lacaille uznał ją za mgławicę. Nazwa Tarantula nawiązuje do tego, że jej świetliste włókna przypominają nogi pająka.

Zbliżenie z Teleskopu Hubble’a

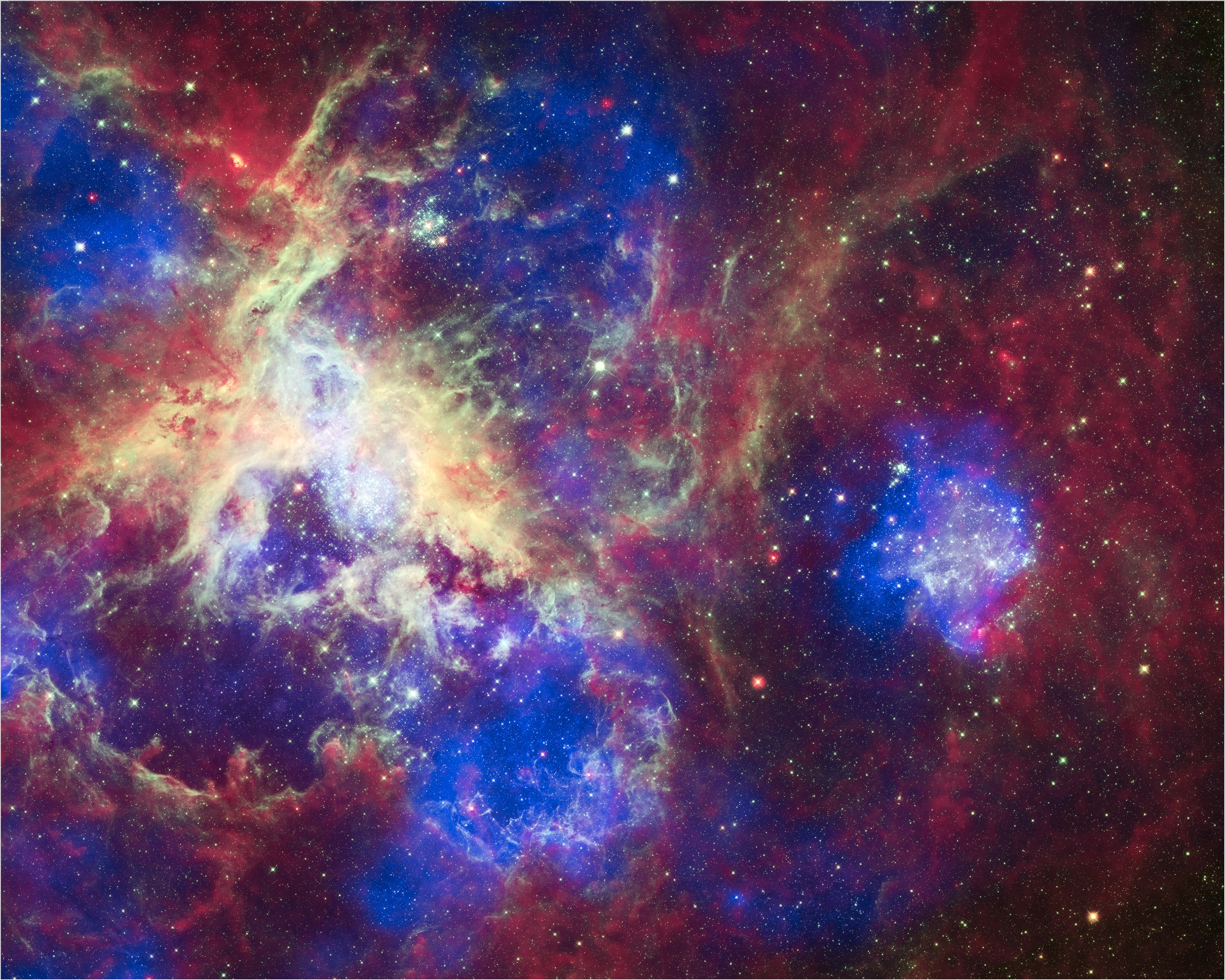
Mgławica Tarantula w zakresach fal: od podczerwieni (Spitzer) przez światło widzialne (Hubble) po promieniowanie rentgenowskie (Chandra)

Jej średnica kątowa 20' na niebie odpowiada w rzeczywistości około 1000 lat świetlnych. Masa mgławicy jest równa co najmniej 3000 mas Słońca. Mgławica Tarantula ma widomą wielkość gwiazdową 8, co przy odległości mgławicy (c.a. 170 000 – 179 000 lat świetlnych) oznacza bardzo jasny obiekt. Gdyby obiekt ten znajdował się w takiej odległości od Ziemi jak Mgławica Oriona (1300 lat świetlnych), to na ziemskim niebie rozciągałby się na szerokość kątową 60 Księżyców i byłby na tyle jasny, aby w nocy rzucać cień.
Jest to najbardziej aktywny obszar gwiazdotwórczy w całej Grupie Lokalnej. W centrum mgławicy znajduje się młoda gromada masywnych gwiazd skatalogowana jako R136. To właśnie intensywne promieniowanie i silny wiatr pochodzące z tej gromady tworzą poświatę mgławicy oraz kształtują jej włókna. Znajdujący się w mgławicy gaz poprzez owe wiatry oraz wybuchy supernowych został podgrzany do temperatury milionów stopni, stając się źródłem promieniowania rentgenowskiego.
Mgławica Tarantula zawiera także inne młode gromady gwiazd, jak również ciemne obłoki, rozciągnięte i postrzępione włókna gazu, zwarte mgławice emisyjne, niemal sferyczne pozostałości po supernowych oraz superbąble otaczające gorące gwiazdy. Na obrzeżach mgławicy znajduje się w niej również najbliższa od czasów odkrycia teleskopu supernowa – SN 1987A.